# Dominique Peyramale
Marie-Dominique Peyramale, né le 9 janvier 1811 à Momères, dans les Hautes-Pyrénées et décédé le 8 septembre 1877  à Lourdes (France) est un prêtre catholique français du XIXe siècle, curé-doyen à Lourdes de 1855 à sa mort. De 1858 à 1862, il fut un témoin privilégié, d'abord sceptique puis soutien d'une jeune paroissienne, Bernadette Soubirous, qui affirmait avoir été la bénéficiaire d'apparitions d'une Dame qu'elle nomme "Aquero" et en qui l'Église catholique reconnaîtra la Vierge Marie récemment déclarée avoir été conçue sans péché (l'« Immaculée Conception »).

## Biographie
Marie-Dominique Peyramale, né à Momères, dans les Hautes-Pyrénées, le 9 janvier 1811, est le quatrième enfant d'un médecin. Il est ordonné prêtre en 1835, et nommé vicaire dans la paroisse de Vic-en-Bigorre. Deux ans plus tard, il devient premier vicaire de la paroisse Saint-Jean, à Tarbes. En 1851, il est nommé aumônier de l'hospice civil et militaire de Tarbes.
En novembre 1854, alors qu'il espère être nommé curé de Vic-en-Bigorre, il se voit proposer par l'évêque de Tarbes la paroisse moins importante de Lourdes, bourg de 4300 habitants. L'abbé commence par refuser tout net, puis finit par accepter. Le 8 décembre, il est nommé. Le 9 janvier 1855, il est installé. Bourru, emporté, il acquiert cependant à Lourdes une réputation de grande générosité à l'égard des pauvres,.

### Projet d'agrandissement de l'église paroissiale

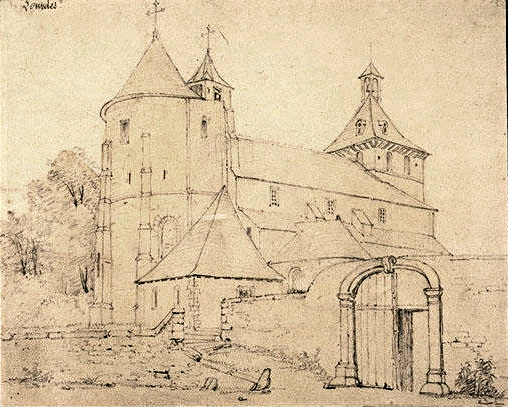
Saint-Pierre, l'ancienne église paroissiale, datant peut-être de 1003, démolie en 1905.

À peine arrivé, selon Jean-Pierre Ardoin Saint Amand, il lui prend une « envie incongrue » qui va l'obséder jusqu'à sa mort : agrandir ou remplacer la vénérable église paroissiale, datant du milieu du Moyen Âge. Il engage le combat. Ce n'est qu'en janvier 1857 que le conseil municipal charge l'architecte diocésain d'étudier la possibilité d'agrandissement. Le coût élevé des travaux ainsi que des doutes quant à la capacité des vieux murs à supporter le poids des modifications amènent le conseil municipal à voter la destruction de l'édifice pour en construire un nouveau. Pour autant, les travaux ne commencent pas, car nul à part le curé n'en voit l'urgence : le volume de la vieille église Saint-Pierre est parfaitement adapté au nombre des fidèles, et l'édifice, bien entretenu, reste solide. L'abbé Peyramale harcèle en vain l'évêque, le conseil municipal et le préfet. C'est alors que, selon le mot de Jean-Pierre Ardoin Saint Amand, « la Vierge Marie vient à son secours ».
Cette présentation des faits, que l'histoire a retenue, a été très vigoureusement contestée par Henri Bourgeois, l'entrepreneur de travaux publics de Chartres que l'abbé Peyramale sollicita pour la réalisation de l'église, aucun entrepreneur local n'ayant accepté le projet et le marché.
Comme il est dit plus loin, Henri Bourgeois sera conduit à poursuivre la commune de Lourdes devant les tribunaux pour défaut de paiement. Il produira à l'appui de son recours, en 1888, un mémoire de 45 pages très documenté et argumenté, intitulé « La nouvelle église paroissiale de Lourdes (Hautes-Pyrénées) : sa légende et son histoire » dans lequel il développe que la ville de Lourdes est le véritable initiateur et commanditaire de l'ouvrage et qu'elle s'est servie du curé Peyramale parce qu'il était le plus à même de susciter les dons des fidèles. Ce document a été mis en ligne par Gallica et réédité en 2003 par Hachette-BNF.

### Les apparitions

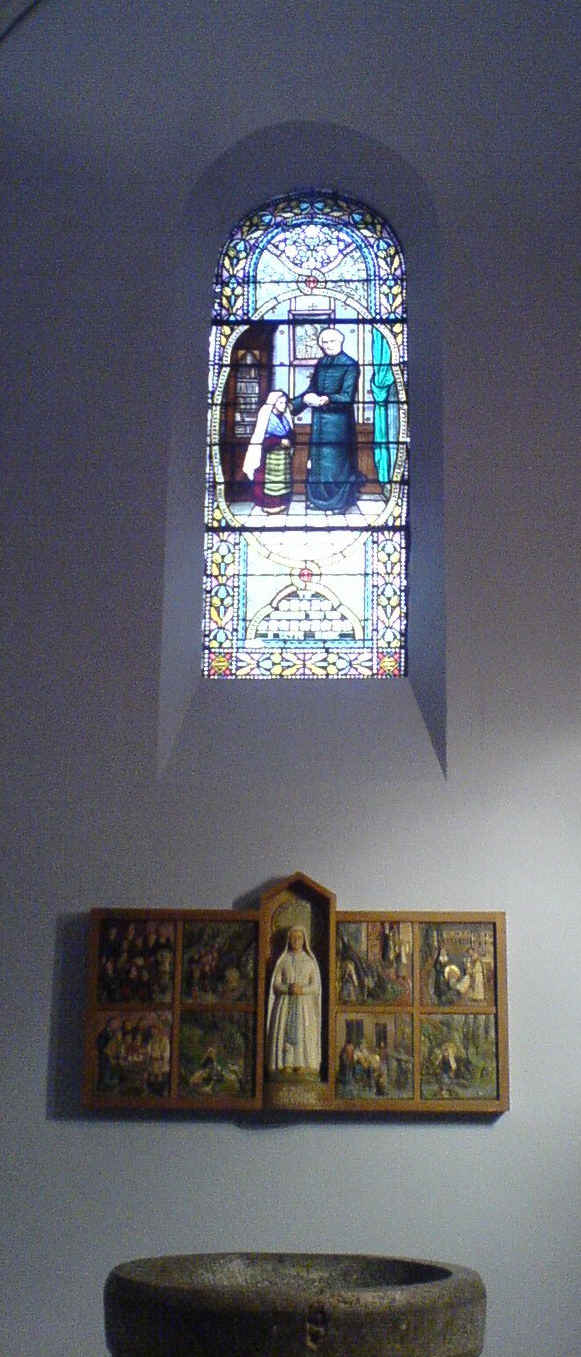
Vitrail de l'église paroissiale de Lourdes illustrant une rencontre entre l'abbé Peyramale et sainte Bernadette. Au bas de l'image, les fonts baptismaux sur lesquels Bernadette a été baptisée. Le vitrail a été réalisé par Gabriel Loire.

Le 8 décembre 1854, le pape Pie IX, par l'encyclique Ineffabilis Deus, promulgue un nouveau dogme, celui de l'Immaculée Conception qui affirme que la Vierge Marie, Mère de Dieu, n'est pas concernée par le Péché originel  (donc qu'elle a été conçue sans la tache du péché originel).
Du 11 février au 16 juillet 1858, la jeune Bernadette Soubirous affirme avoir vu une 'Belle Dame' qu'elle nomme "Aquero" (en patois) dans la grotte de Massabielle, au bord du Gave.
L'abbé Peyramale, sur les instructions de son évêque, Mgr Laurence, a la prudence de ne jamais s'approcher de la grotte pendant les apparitions. Il est témoin cependant des effets que ces apparitions produisent sur Bernadette et sur l'assistance. Néanmoins, il délègue un observateur, Jean-Baptiste Estrade, receveur des contributions, qui est tout de suite persuadé de la sincérité de la voyante.
L'abbé Peyramale est profondément impliqué dans les événements, interrogeant Bernadette en un certain nombre d'occasions. Songeant à une mystification, il reste longtemps sceptique. Puis il finit par être convaincu de la sincérité de Bernadette. Son soutien à la jeune fille est tardif, mais déterminant. Il la protège, en s'opposant à ce qu'elle soit internée comme malade mentale. Et son rapport très favorable à Mgr Laurence va conduire ce dernier, le 28 juillet 1858, à former une commission d'enquête. Elle est chargée d'interroger Bernadette et de vérifier la validité des miracles qui se seraient produits à la grotte. L'abbé Peyramale, jugé trop partisan et de caractère trop difficile, est dans un premier temps écarté de cette commission d'enquête. Mais sa présence finit par s'y révéler indispensable.
La question s'est posée de savoir si l'abbé Peyramale avait influencé Bernadette dans sa vocation. L'historienne britannique Ruth Harris ne pense pas qu'il ait poussé la jeune fille à embrasser la vie religieuse ; elle évoque néanmoins un patient travail du curé de Lourdes : il aurait engagé Bernadette à rester dans l'effacement et dans l'humilité, de façon que le tumultueux culte populaire dont elle était l'objet cesse de détourner les foules de la grotte.

### Organisation du pèlerinage et administration du sanctuaire
Le 18 janvier 1862, Mgr Laurence proclame le caractère surnaturel et divin des apparitions, et en appelle à la générosité des chrétiens pour le financement de la chapelle voulue par la Vierge (« Allez dire aux prêtres qu'on vienne ici en procession et qu'on y bâtisse une chapelle », aurait-elle dit le 2 mars 1858 à Bernadette Soubirous). L'abbé Peyramale est chargé d'organiser le pèlerinage. Le site des apparitions a été acquis quatre mois plus tôt par l'évêque. L'abbé fait aménager les abords de la grotte de Massabielle. Et il peut donner libre cours à son instinct de bâtisseur en lançant la construction de la chapelle, qui prendra pied au-dessus de la grotte. S'insurgeant contre la « mesquinerie » de l'architecte, il déchire le plan établi et en jette les morceaux dans le gave. Car, cette chapelle, il la veut « magnifique », aussi vaste que ce que peut accueillir le sommet des roches Massabielle. Il veut « un chef-d'œuvre » réellement digne de la mère de Dieu.
En parallèle, afin de pouvoir accueillir les pèlerins, l'abbé Peyramale veille à faire venir des religieux et à mettre en place des infrastructures adaptées : maisons de retraite pour prêtres et laïcs, orphelinats, asiles, écoles, maisons de travail et de relèvement…
Le 4 août 1864, la première procession se rend de son église paroissiale à la grotte, où Mgr Laurence bénit la statue de la Vierge.

### Perte de l'administration du sanctuaire

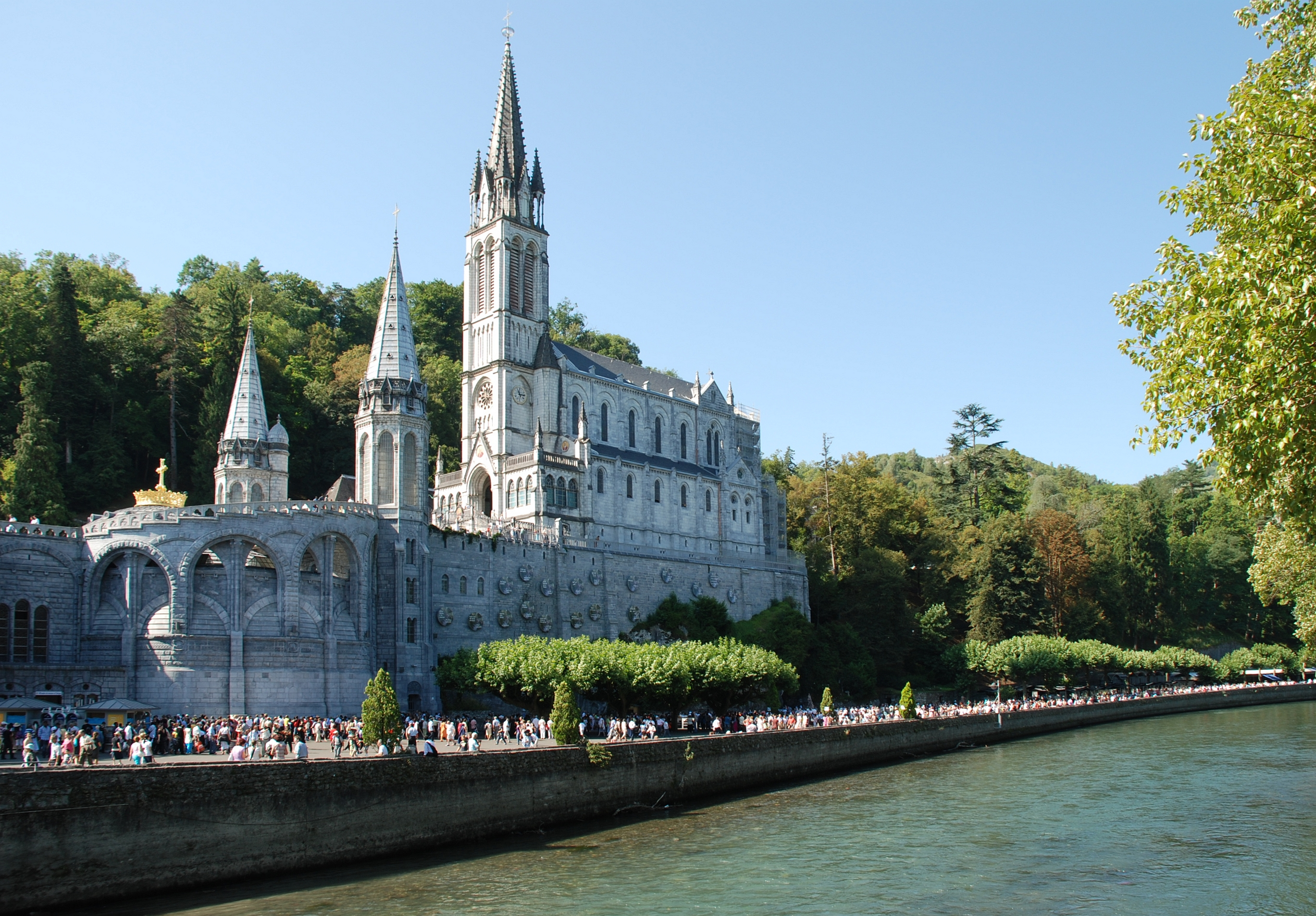
La basilique de l'Immaculée Conception (à droite), au-dessus de la grotte.

Débordé, l'abbé Peyramale réclame quelques vicaires de plus à l'évêque, pour le seconder. Ils lui sont refusés. En mai 1866, Mgr Laurence préfère envoyer à Lourdes le père Rémi Sempé et trois autres missionnaires diocésains de Garaison. Ils sont là, semble-t-il, pour aider l'abbé Peyramale dans sa tâche. Celui-ci tombe malade. Lorsqu'il se rétablit (peut-être en 1867), il découvre que le contrôle sur l'administration du sanctuaire a été transféré de la paroisse au diocèse. Ce sont les missionnaires diocésains, les pères de Garaison, qui ont désormais la charge du domaine de la grotte.
La grande chapelle — édifiée dans les proportions voulues par l'abbé Peyramale — est bénie le 15 août 1871 et achevée en 1872. En 1874, elle reçoit du pape Pie IX le titre de basilique mineure et prend le nom de basilique de l'Immaculée Conception.
Début 1874, Pie IX décerne à l'abbé Peyramale le titre de protonotaire apostolique ad instar participantium.

### Construction de l'église paroissiale
Ulcéré, Mgr Peyramale s'est replié sur sa paroisse. Celle-ci a perdu le contrôle de la grotte, mais le curé veille à ce qu'elle ne soit pas complètement mise à l'écart. Il tient à ce que les processions continuent de partir de son église paroissiale. Ce faisant, il estime n'être que « le strict exécuteur des ordres de la Vierge » (« Qu'on vienne ici en procession »). Mais si l'église paroissiale veut être le point de ralliement des pèlerins, elle doit être capable d'en accueillir le nombre toujours croissant. Depuis 1871, le curé de Lourdes en est donc revenu à sa marotte de faire construire une nouvelle église paroissiale. En 1874, il obtient l'accord de l'évêque. Mandaté par le conseil de fabrique pour recevoir dons et legs, il lance une souscription, fait établir plans et devis, se bat pour acquérir un terrain. La bénédiction de la première pierre a lieu le 28 juillet 1875.
La fin de la vie de Mgr Peyramale est assombrie par les graves difficultés qu'il rencontre dans le financement de ce projet. Car les dons cessent bientôt d'affluer : « tous les dons envoyés pour la nouvelle église ont fini par aller à la grotte », c'est-à-dire aux missionnaires diocésains de Garaison. L'entrepreneur n'a reçu que 209 000 francs, alors qu'il a exécuté pour 477 000 francs de travaux. Le 1er janvier 1877, il arrête le chantier. Ce jour-là, l'église s'élève d'un peu plus de la moitié, jusqu’aux voûtes des bas-côtés. Les bases et les chapiteaux des colonnes ne sont pas décorés. Le 12 février, l'entrepreneur assigne devant le conseil de préfecture le curé, le trésorier de la fabrique et le maire. Malgré tous ses efforts, Mgr Peyramale ne peut récolter que 30 000 francs, sur les 268 000 qu'il doit à l'entrepreneur. Il meurt le 8 septembre, sans avoir vu son église achevée.

## Achèvement de l'église paroissiale

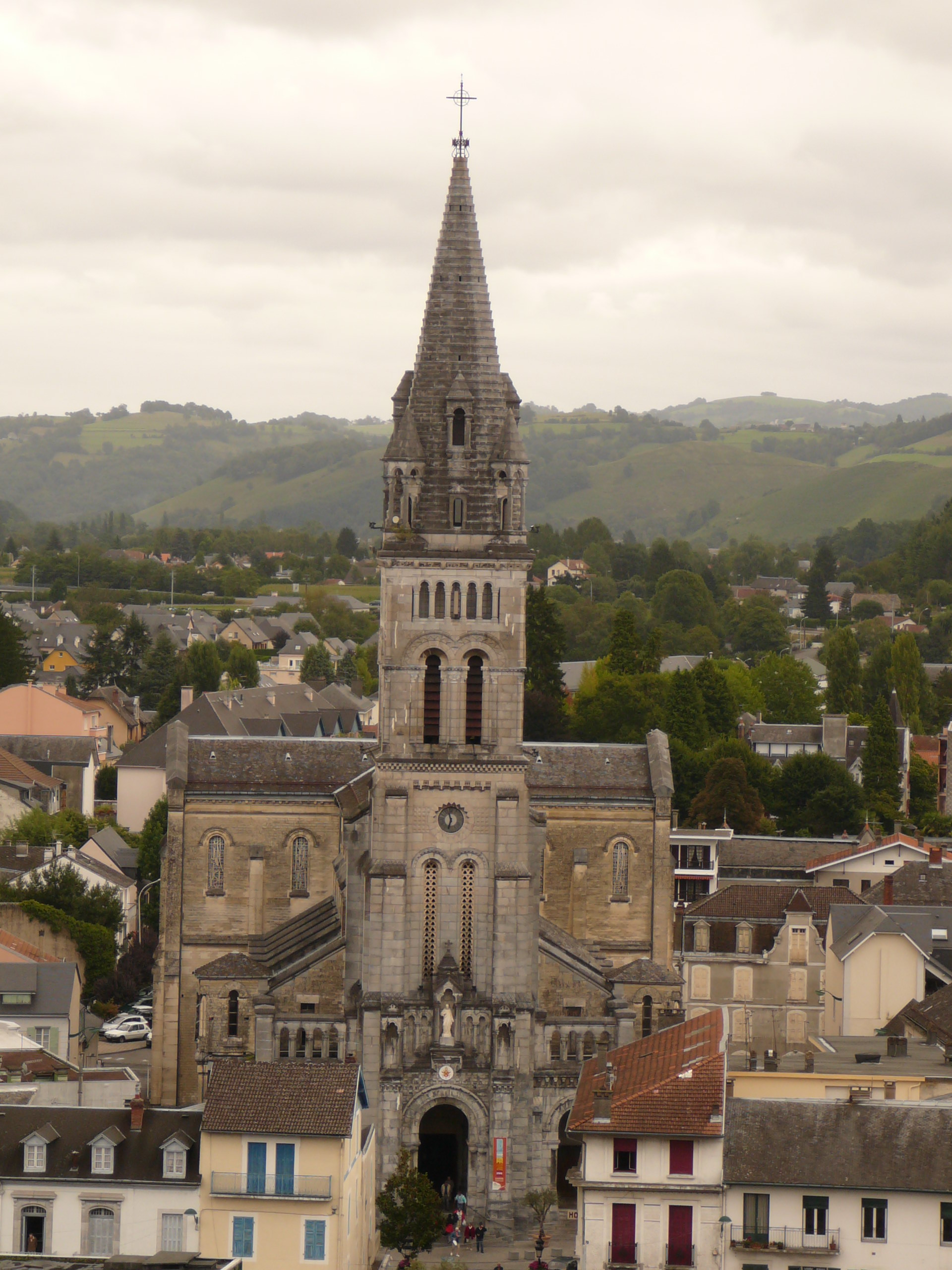
Le Sacré-Cœur, nouvelle église paroissiale, achevée en 1936.

L'affaire tourne au cauchemar pour l'entrepreneur, qui se heurte dès lors à la mauvaise volonté de la municipalité comme à celle de l'évêque de Tarbes, Mgr Jourdan. Personne ne voulant assumer la responsabilité de l'affaire, le frère de l'abbé Peyramale, Alexandre, estime alors qu'il est de son devoir de s'en charger. Il se lance dans un combat de près de vingt ans où il engage son avoir personnel.
En 1894, Émile Zola publie le roman Lourdes, où il s'émeut de l'ingratitude générale. Il décrit le spectacle de désolation qu'il a vu, quinze ans après la mort du curé : son tombeau abandonné dans la crypte inondée de son église sans toiture…

« Sous cette eau qui tombait, sous les coups de vent qui devaient entrer l’hiver, par les carreaux brisés des fenêtres, ce mort lui apparut lamentable et tragique. Il prenait une grandeur farouche, tout seul dans son riche tombeau de marbre, au milieu des gravats, au fond des ruines croulantes de son église. »

Le succès du livre va contribuer à « réveiller les consciences » et à « ouvrir quelques porte-monnaie ».

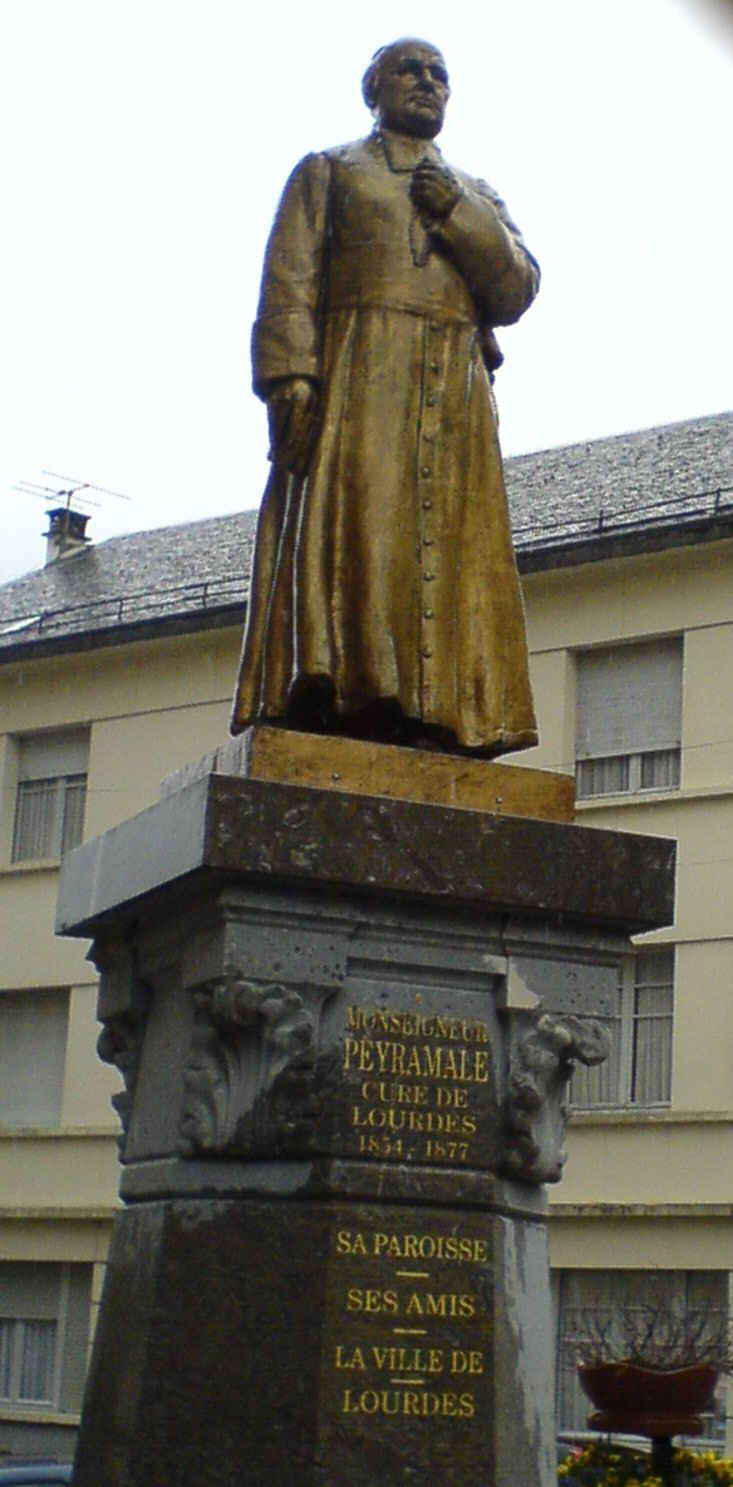
Statue de Mgr Peyramale, près de l'église paroissiale de Lourdes.

Dans la nuit du 1er janvier 1896, un inconnu met le feu à la vieille église Saint-Pierre. Cette année-là, un nouveau maire est nommé, Jean-Marie Cazaux-Moutou. Il trouve un arrangement avec l'entrepreneur. Et le nouvel évêque de Tarbes, Mgr Billère, accepte de financer la fin des travaux. Après une vingtaine d'années d'interruption, ceux-ci reprennent. Le 8 septembre 1903, la nouvelle église est inaugurée. Quant à Saint-Pierre, dont la construction remonte peut-être à 1003[réf. nécessaire], elle est rasée en 1905. La construction de l'église du Sacré-Cœur ne prend fin qu'en 1936 avec l'achèvement du clocher, qui est béni le 5 juillet.

## Souvenir
On peut voir le tombeau de marbre blanc de l'abbé Peyramale dans la crypte de son église. Sa statue, offerte par la duchesse d’Uzès en 1877, se trouve sur le côté de l'édifice. La rue de Lourdes où il a vécu porte son nom.

## En littérature
En août 1892, Émile Zola vient passer treize jours à Lourdes pour se documenter. Il tient un journal, Mon voyage à Lourdes (il ne paraîtra qu'en 1958), qui lui permet d'écrire le roman Lourdes, publié en 1894. Dans ces deux livres, Zola parle longuement de l'abbé Peyramale et de son église. Il y décrit l'abbé comme « d’une intelligence vive, très honnête, très bon, mais violent parfois et dominateur ». La rivalité avec les pères de Garaison y est présentée comme une « lutte enragée », « une de ces luttes sourdes, acharnées, mortelles », une « guerre au couteau », une « guerre terrible, sans merci », où le curé de Lourdes fait figure de victime.
Joris-Karl Huysmans vient lui aussi à Lourdes. Ce voyage lui inspire en 1906 (l'année qui suit la destruction de l'église Saint-Pierre) le roman Les Foules de Lourdes. L'écrivain porte un regard consterné sur « l'hémorragie de mauvais goût » qui affecte la ville, depuis la reconnaissance des apparitions. Il dit notamment de l'église paroissiale voulue par l'abbé Peyramale : « On a démoli une église patinée par les siècles pour lui substituer un grossier monument à coup de vitrailles infâmes, architecture de roulier avec sa pesante et obscure nef au bout de laquelle se dresse un grand autel dont les différents marbres ressemblent à un assortiment de fromages d’Italie. »

## Au cinéma et à la télévision
À l'écran, le rôle de l'abbé Peyramale est successivement interprété par :
- Charles Bickford dans Le Chant de Bernadette (The Song of Bernadette, 1943), film américain de Henry King ;
- Henri Nassiet dans Il suffit d'aimer (1960) de Robert Darène ;
- Agustín González dans Aquella joven de blanco (1965), film espagnol de León Klimovsky ;
- Jacques Debary dans L'Affaire Lourdes (1967), téléfilm de Marcel Bluwal ;
- Jean-Marc Bory dans Bernadette (1988) de Jean Delannoy ;
- Michel Aumont dans Je m'appelle Bernadette (2011) de Jean Sagols.